# Кастаньєто-Кардуччі
Кастаньєто-Кардуччі (італ. Castagneto Carducci) — муніципалітет в Італії, у регіоні Тоскана,  провінція Ліворно.
Кастаньєто-Кардуччі розташоване на відстані близько 210 км на північний захід від Рима, 90 км на південний захід від Флоренції, 50 км на південний схід від Ліворно.
Населення — 8935 осіб (2014).

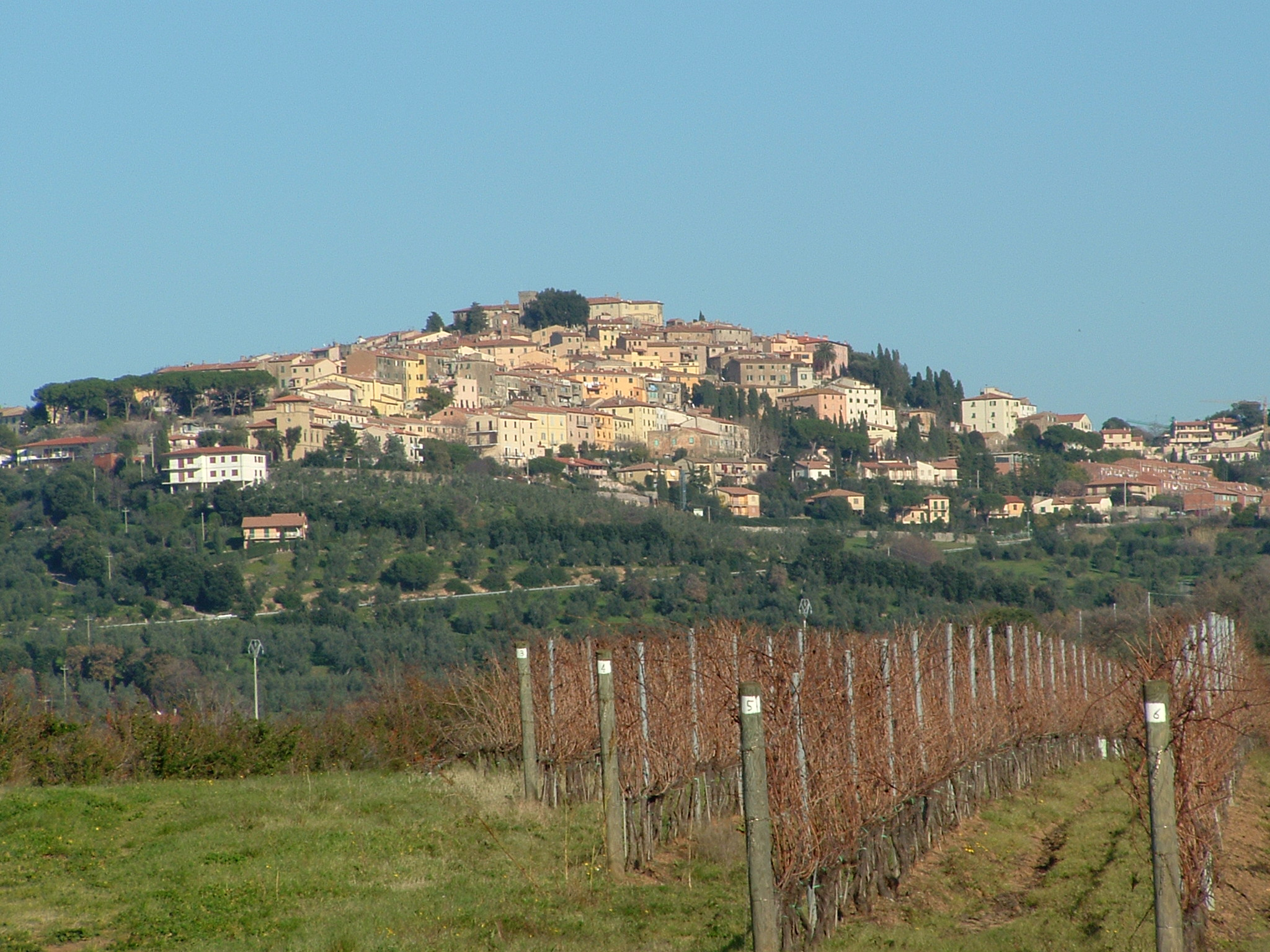

Щорічний фестиваль відбувається 10 серпня. Покровитель — святий мученик Лаврентій.

## Демографія
Населення за роками:

Станом на 1 січня 2023 року в муніципалітеті офіційно проживав 1261 іноземець з 60 країн, серед них 219 громадян країн Євросоюзу та 141 громадянин України.

## Сусідні муніципалітети
- Біббона
- Монтеверді-Мариттімо
- Сан-Вінченцо
- Сассетта
- Суверето

## Галерея зображень

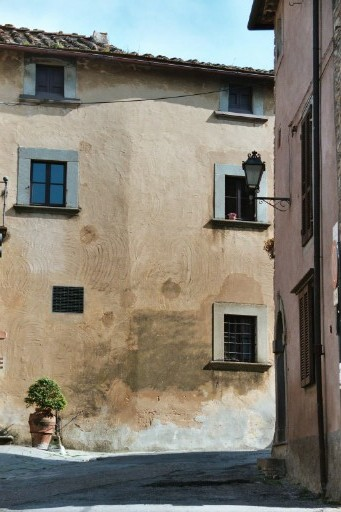
Case a Castagneto
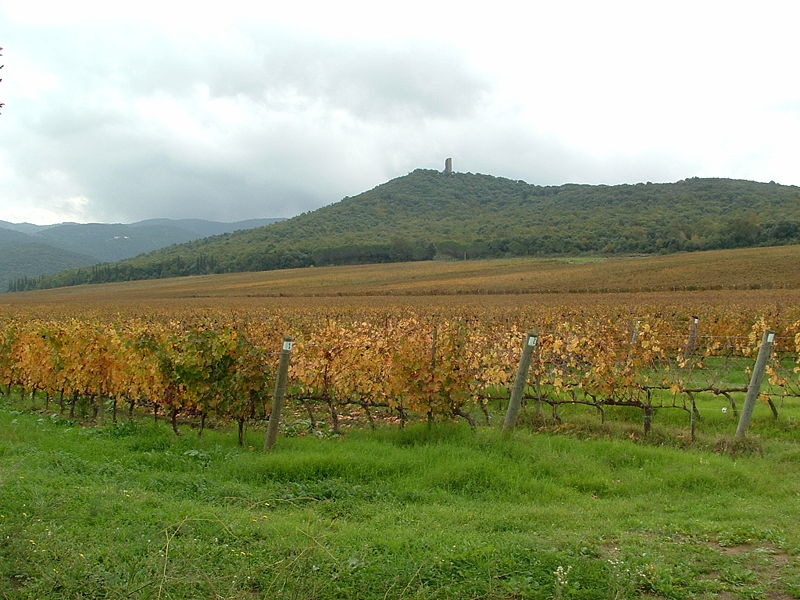
La Torre di Donoratico